# Потчињени и друге приче
Потчињени и друге приче (енгл. The Under Dog and Other Stories) је детективска збирка кратких прича британске књижевнице Агате Кристи (енгл. Agatha Christie) објављена 1951. године.

## Историјат
Првобитно је објављена 1951. године у Сједињеним Америчким Државама у издаваштву Dodd, Mead and Company у тврдом повезу са 248 страна, коштала је 2,50 долара. Мек повез са 164 стране је објавио Pocket Books 1955, а са 192 стране Dell Books 1965. године.
Збирка садржи дела из ране Кристијеве каријере у којима се појављује Херкул Поаро. Све приче су објављене у британским и америчким часописима између 1923. и 1926. године. Насловна прича је објављена у облику књиге заједно са Blackman's Wood у Уједињеном Краљевству 1929. у издаваштву The Reader's Library.
Све осим насловне приче су први пут објављене у Великој Британији у часопису The Sketch и 1974. у књизи Рани случајеви Херкула Поароа.

## О књизи
Збирка садржи приче „Потчињени”, „Плимут експрес”, „Афера на Победничком балу”, „Загонетка у Маркет Бејзингу”, „Наслеђе Лемежерерових”, „Корнволска загонетка”, „Краљ треф”, „Нацрти подморнице” и „Пустоловина Клепамске куварице”. Прати разне жртве злочина, неки од њих су мртва наследница пронађена у возу, убијени пустињак ударцем у главу, богати плејбој убијен на маскенбалу убодом у срце, старија жена која сумња да је отрована, принц чија је вереница умешана у убиство и други које истражује Херкул Поаро.